# Carlo Ademollo
Carlo Ademollo (Florence, 9 octobre 1824 – 15 juillet 1911) est un peintre italien.

## Biographie

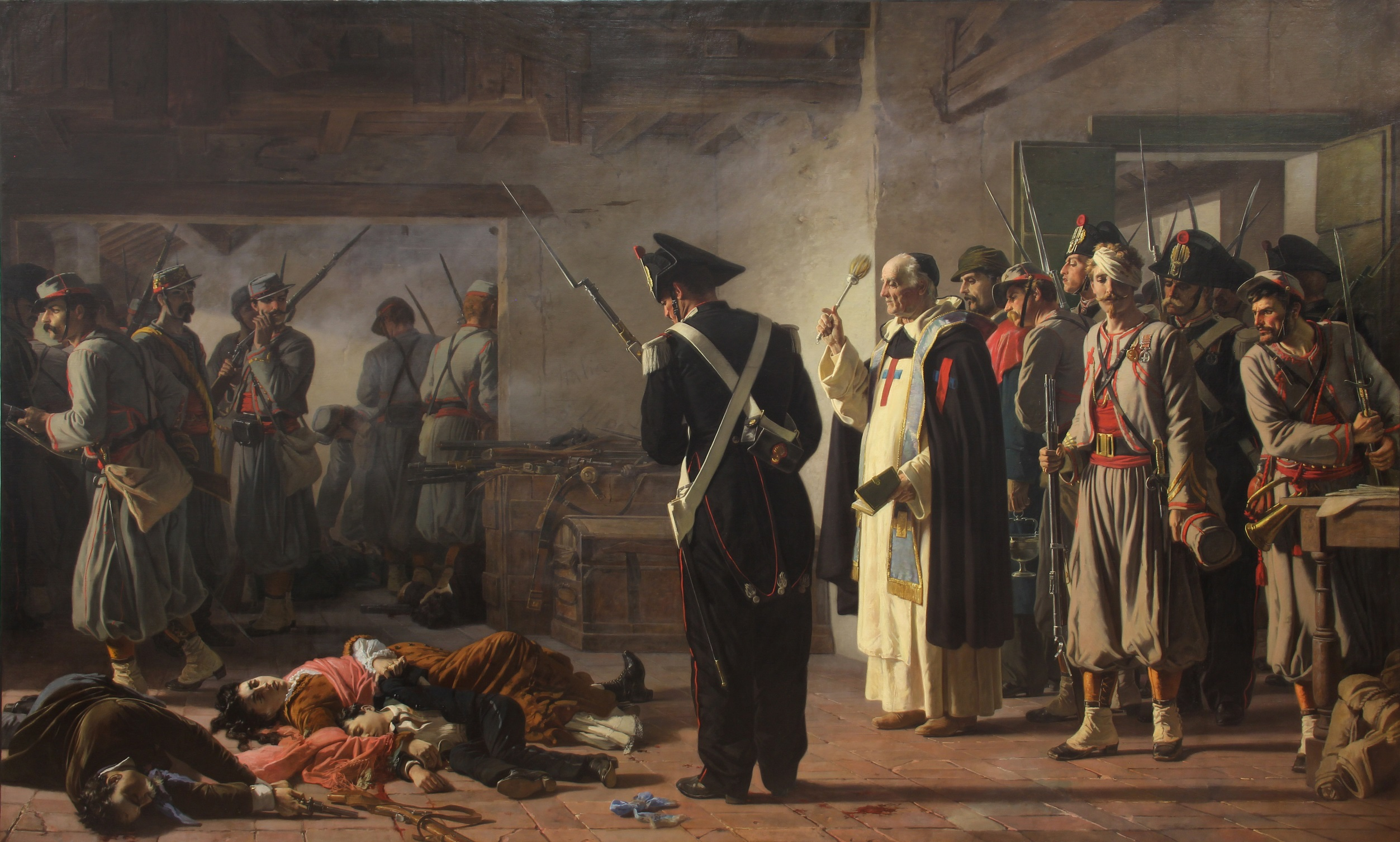
L'assassinat de la famille Tavani Arquati

Neveu de Luigi Ademollo, il s'inscrit à l'Académie de Beaux arts de Florence, sous le parrainage de Giuseppe Bezzuoli.
Il participe à la  Promotrice de 1848 avec diverses scènes de costumes contemporains. Traditionaliste, il fréquente le Caffè Michelangiolo mais n'adhère pas au mouvement des Macchiaioli.
Il traite  comme sujet, le paysage par des vues de l'Apennin toscan, l'Histoire par des épisodes de l'Unification italienne parmi lesquels celui de la brèche de la Porta Pia (Milan, Musée du Risorgimento), l'ultime assaut à San Martino et divers portraits de personnages historiques de l'époque.